# Españita, Guanajuato
Españita är en ort i Mexiko.   Den ligger i kommunen San José Iturbide och delstaten Guanajuato, i den centrala delen av landet, 210 km nordväst om huvudstaden Mexico City. Españita ligger 2 198 meter över havet och antalet invånare är 561.
Terrängen runt Españita är kuperad. Runt Españita är det ganska tätbefolkat, med 144 invånare per kvadratkilometer. Närmaste större samhälle är Santa Rosa Jauregui, 19,8 km söder om Españita. Trakten runt Españita består i huvudsak av gräsmarker.